# Mandah (distrikt i Mongoliet)
Mandah (mongoliska: Мандах Сум, Мандах) är ett distrikt i Mongoliet.   Det ligger i provinsen Dornogobi, i den sydöstra delen av landet, 400 km söder om huvudstaden Ulaanbaatar.